# Walka (wojsko)

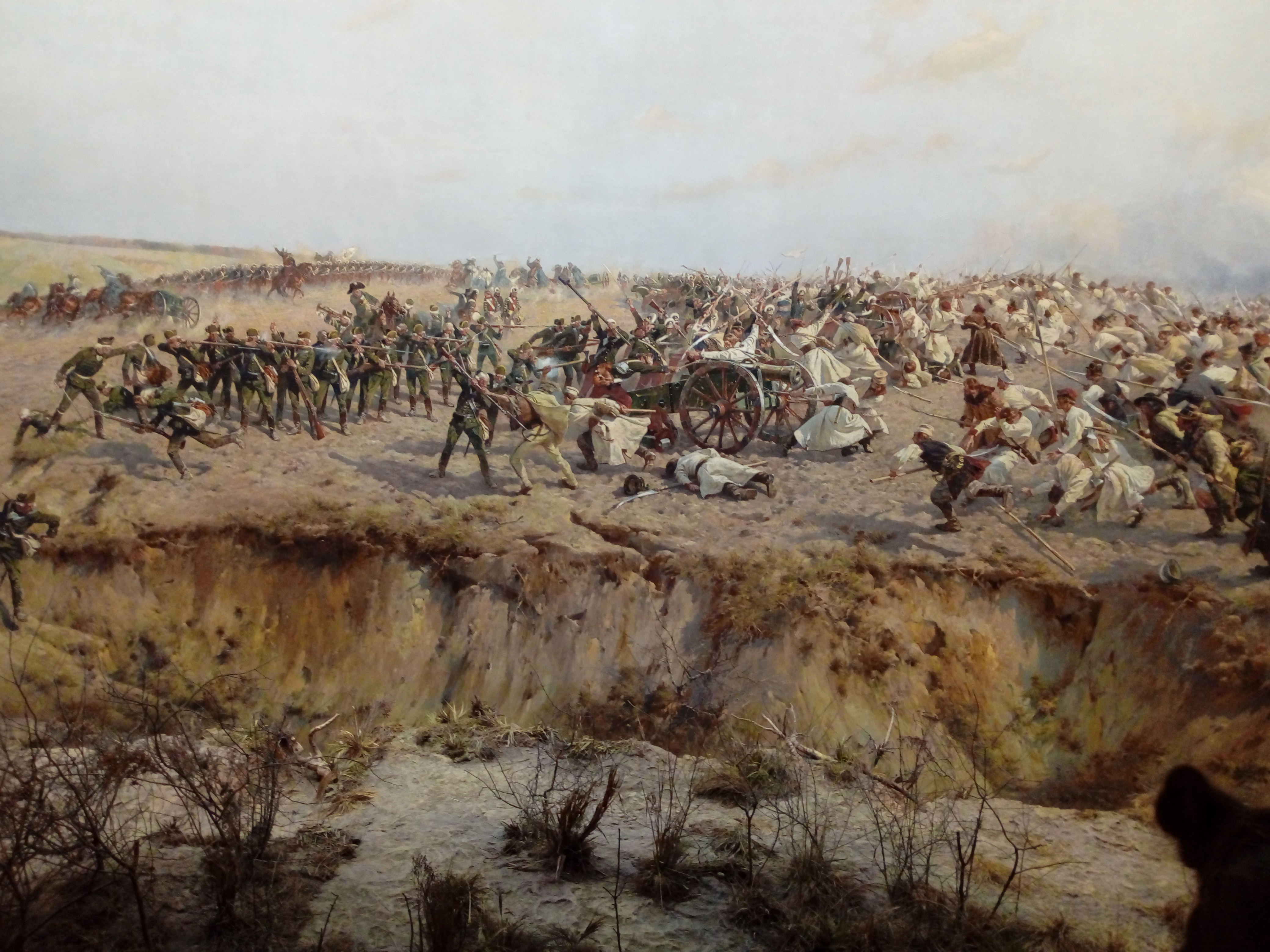
Bitwa pod Racławicami (1794), przykład starcia dwóch walczących stron

Walka – główna kategoria działań taktycznych, rozumiana jako skupione w czasie i przestrzeni starcie dwóch przeciwstawnych stron w skali taktycznej.
Walka to zbrojne starcie dwóch przeciwstawnych stron od pojedynczego żołnierza do związku taktycznego włącznie, dążących do osiągnięcia różnych, niezgodnych celów, usiłujących siłą przeszkodzić sobie wzajemnie
Podstawowymi rodzajami walki są: obrona, natarcie oraz działania opóźniające. Wyróżnia się ponadto: działania desantowo-szturmowe, działania specjalne, wycofanie, działania nieregularne i inne.
Walka składa się z bojów i innych rodzajów działań bojowych wojsk w skali taktycznej.

## System walki zbrojnej
Jest to skoordynowany wewnętrznie zbiór wzajemnie powiązanych sił, środków i różnorodnych działań, ukierunkowanych na osiągnięcie celu walki, (kampanii, operacji) w sposób zgodny z zamiarem dowódcy i przy jak najmniejszych stratach własnych. 

W skład systemu walki wchodzą:
- ugrupowanie
- system rażenia ogniowego
- system informacyjny – obejmuje siły i środki zdobywania, przetwarzania i przesyłania informacji we własnym systemie obronnym oraz informacyjnego oddziaływania na przeciwnika. W jego skład wchodzą podsystemy rozpoznania, dowodzenia, łączności, walki radioelektronicznej i maskowanie[5].
- system wsparcia i zabezpieczenia działań – obejmuje kompleks sił, środków i działań pozabojowych, niezwiązanych z bezpośrednim oddziaływaniem na przeciwnika, mających na celu zapewnienie jak najkorzystniejszych warunków wykonywania zadań taktycznych, operacyjnych i strategicznych. W jego skład wchodzą: ubezpieczenie naziemne i powietrzne, maskowanie bezpośrednie, zabezpieczenie inżynieryjne, obrona przed bronią masowego rażenia, zabezpieczenie topograficzne i hydrometeorologiczne, wsparcie logistyczne i duchowe[6].
- infrastruktura obszaru działania – to środowisko zarówno geograficzne jak i demograficzne, jak i wszelkie wytwory ludzkiej działalności znajdujące się w obszarze działań zbrojnych. W wymiarze strategicznym obszar, na którym prowadzona jest wojna, nazywany jest teatrem wojny. Częścią teatru wojny jest teatr działań wojennych. W wojnach między dwoma państwami nie wyróżnia się teatrów działań wojennych[7]. Na poziomie operacyjnym przestrzeń działań zbrojnych może być dzielone na kierunki, obszary i strefy operacyjne. Działania taktyczne natomiast mogą być prowadzone w pasach, rejonach, strefach, punktach oporu, a także na kierunkach taktycznych[8].

## Czynniki walki
Czynniki walki zbrojnej to istotne elementy mające znaczenie w osiąganiu dezintegracji i destrukcji możliwości zaczepnych bądź obronnych przeciwnika. Do podstawowych czynników walki zbrojnej zalicza się przede wszystkim ruch i informację.
 Pozostałe to:
- manewr
- rażenie

polega na bezpośrednim fizycznym, psychicznym i informacyjnym oddziaływaniu na siły i środki przeciwnika. Celem rażenia jest obniżenie jego potencjału bojowego, zdolności bojowej, zdezorganizowanie jego działań i zapewnienie wojskom własnym sprzyjających warunków do wykonania postawionych zadań. Podstawowa formą rażenia jest ogień. Szczególnymi formami oddziaływania są inżynieryjne środki rażenia, rażenie elektroniczne i oddziaływanie psychologiczne.
- ciągłe rozpoznanie
- ochrona i obrona
- obrona przeciwlotnicza
- zabezpieczenie logistyczne
- dowodzenie

## Zasady walki
Jednym z pierwszych, który formułował zasady sztuki wojennej był grecki dowódca Ksenofont. W VI wieku cesarz bizantyjski Maurycjusz opracował traktat pt „Strategikon”, w którym wymienił zasady: zaskoczenia, manewru i inicjatywy. Raimondo Montecuccoli w 1664 określił zasady sztuki wojennej w następujący sposób: nie rozpraszać sił, rozwijać szybkość działania, aktywność i manewr. Maurycy Saski w 1751 opisał wojnę manewrową w której uwypuklił zaskoczenie, manewr, szybkość i zdecydowanie.  Napoleon stosował ześrodkowanie sił i środków do wykonania głównych zadań w określonym miejscu i czasie, zabezpieczenie linii operacyjnych, szybkość i zdecydowanie, zaskoczenie i manewr, prostota działania i jedność dowodzenia. Marszałek Ferdinand Foch pisał o ekonomii sił, swobodzie działania, swobodzie dysponowania siłami i ubezpieczeniu, natomiast do zasad sztuki wojennej zaliczał: celowość działania, zachowanie zdolności bojowej wojsk, ekonomię sił, zaskoczenie, aktywność i manewrowość.
Obowiązujący w Siłach Zbrojnych RP regulamin działań wojsk lądowych z 3 listopada 2008 przewiduje następujące zasady:
- celowość działań to zasada określająca, że w każdym rodzaju działań najważniejszym zadaniem dowódcy jest określenie i jasne zdefiniowanie jej celu; cel raz określony, musi być utrzymany przez cały okres działań; określony przez dowódcę cel jest dla podwładnych punktem wyjścia do planowania; to najogólniejsza zasada sprawnego postępowania we wszystkich warunkach, a bez dokładnego określenia celu, tak skomplikowane działanie, jakim jest walka zbrojna, nie może być racjonalnie przeprowadzone[9],
- aktywność działań to dążenie do narzucenia swojej woli przeciwnikowi; poszukiwanie okazji do przejęcia inicjatywy i pokonania przeciwnika; sukces w walce zależy od indywidualnej i zespołowej determinacji wojsk w dążeniu do bezpośredniego starcia z przeciwnikiem i pozbawienia go woli walki,
- ekonomia sił to racjonalne dysponowanie wojskami i środkami walki odpowiednio do zadań; aby móc skoncentrować swoje siły do wykonania zadania w określonym rejonie, należy podjąć ryzyko użycia minimalnych sił w innym miejscu,
- manewrowość to dążenie do uzyskania optymalnego położenia wojsk własnych w stosunku do przeciwnika; ma na celu stworzenie przewagi w decydującym miejscu i czasie lub uchylenie się od starcia w niekorzystnych warunkach; sprzyja uzyskaniu i utrzymaniu inicjatywy,
- zaskoczenie to gwałtowne działanie, wskutek którego przeciwnik zostaje pozbawiony inicjatywy oraz możliwości zorganizowanego prowadzenia walki; zaskoczenie uzyskuje się poprzez zachowanie tajemnicy, ukrywanie własnych zamiarów, dezinformowanie, nieszablonowość, śmiałość i szybkość,
- zachowanie zdolności bojowej
- czynnik ludzki

## Cechy walki
- duża dynamika

wynika ze stosowania przez walczące strony nowoczesnych, środków o dużej sile rażenia, ruchu wojsk na polu walki oraz coraz doskonalszych środków dowodzenia. Jest ona determinowana potrzebą przenoszenia wysiłku wojsk na wybrane kierunki lub w głąb ugrupowania przeciwnika. Będzie występowała również podczas przekraczania stref skażeń, zakażeń, zniszczeń, pożarów i zatopień, wyprowadzania wojsk spod uderzeń i rejonów zagrożonych odcięciem lub okrążeniem, a także podczas zamiany wojsk obezwładnionych uderzeniami przeciwnika
- częste i gwałtowne zmiany sytuacji

następują wskutek stosowania silnych środków rażenia, szerokiego manewru, stosowania przez walczące strony niekonwencjonalnych rozwiązań i często znacznej różnicy potencjału bojowego. Mogą być również wynikiem sztuki prowadzenia walki, czy też pełnego wykorzystania możliwości środków walki.
- duża liczba informacji lub ich brak

utrudnia podejmowanie decyzji i kierowanie wojskami. Gwałtowny wzrost liczby i jakości technicznych środków pozyskiwania i przekazywania informacji spowodował równie szybki wzrost środków ich zakłócania i niszczenia. Powoduje to, że w pewnych okresach walki dowódcy mogą otrzymywać bardzo dużą liczbę informacji pochodzących z różnych źródeł i często ze sobą sprzecznych, a w innych okresach może nastąpić prawie całkowity brak informacji. Dlatego też, podejmowanie decyzji będzie często oparte na informacjach zmiennych lub niepełnych.
- różnorodność sposobów prowadzenia walki

wynika z charakteru działań przeciwnika, dużych możliwości bojowych posiadanego uzbrojenia i wyposażenia, liczby posiadanych sił i środków, a także możliwości realizowania określonych zadań bojowych w różnych warunkach terenowych.
- jednoczesne prowadzenie walki w zróżnicowanych środowiskach

oznacza realizację określonych zadań bojowych na lądzie, w powietrzu, na wodzie. Najbardziej typowe będą działania powietrzno-lądowe, prowadzone z dużym rozmachem przestrzennym i w szybkim tempie. Przykładem walki w trzech środowiskach może być prowadzenie działań przez wojska lądowe wzdłuż wybrzeża morskiego, przy aktywnym udziale marynarki wojennej i lotnictwa.

## Prawa walki zbrojnej
- Prawo zależności przebiegu i wyniku działań wojennych od stosunku sił biorących w nich bezpośredni udział.
- Prawo zależności form i sposobów prowadzenia działań wojennych od stosowanego uzbrojenia i sprzętu technicznego, zwłaszcza od ich jakości i sprawności technicznej;

a także:
- prawo zależności przebiegu i wyniku walki od właściwości środowiska, w jakim jest prowadzona;
- prawo zależności przebiegu i wyniku walki od sposobu dowodzenia;
- prawo zależności walki od współdziałania sił i środków danej strony biorącej w niej udział;
- prawo zależności przebiegu i wyniku walki od ześrodkowania wysiłków.